# 情緒表達
情緒表達（英語：Emotional expression）是傳達情緒狀態或態度的行為。 它可以是口頭的或非口頭的，並且可以在有或沒有自我意識的情況下發生。 情緒表達包括微笑或皺眉等面部動作，哭泣、大笑或說“謝謝”等簡單行為，以及寫信或送禮物等更複雜的行為。 個人對他們的情緒表達有一些有意識的控制；然而，人們不需要有意識地意識到自己的情緒或情感狀態來表達情緒。
心理學研究人員提出了許多不同且經常相互競爭的理論模型來解釋情緒和情緒表達，最早可追溯到查爾斯·達爾文 (Charles Darwin) 將情緒視為一種在演化過程中產生的能力之討論。 儘管沒有普遍接受的情緒理論，但情緒理論家一致認為，情緒體驗和情緒表達的各種方式，例如聲音、面部和身體，是人類溝通的關鍵。 一個社會基於文化而來的規範和信仰也會影響和塑造其成員的情感表達，在一種文化中適當和重要的表達方式在另一種文化中可能是禁忌。
有證據表明，同性戀伴侶比異性戀伴侶有更高水平的表達能力。 高表達能力可能有助於建設性地解決與關係相關的衝突。
情緒是人體運作的一部份，人體也因而會感知到情緒的變化；但是，個人是否表達情緒出於其慣習和選擇等因素。感到悲傷、憤怒或快樂是正常人腦運作的自然反應。情緒在人類演化過程中發揮重要作用；人腦經演化而得之好惡恐懼等情緒，讓個體得以做出對於最於自身生存有利之抉擇與行動，也包括在面臨危及生存之情境時之反應（參見戰鬥或逃跑反應）。情緒表達在於承認與接受個人所感受到之情緒。健康的表達方式讓人得以更加理解情緒，並有助於身心之健全發展。發洩或傾訴強烈情緒並不總是有幫助；它實際上可能造成比預期更多的傷害。
當一個人無法表達自身情緒時，其大腦通常會進入戰鬥或逃跑狀態；這是對壓力的生理反應，會在其身心運作全面的引發一連串事件；它會增加心率，減緩消化功能，並造成焦慮或沮喪。